# Cimitero di Baggio
Il cimitero di Baggio è un cimitero a servizio di Baggio, un tempo comune autonomo ed oggi quartiere di Milano. 

## Storia
Storicamente legato a Baggio, ha sofferto di una cronica mancanza di spazio, tant'è che sino al 2023 era possibile esservi sepolti solo se residenti nel territorio delle parrocchie di Sant'Apollinare e Sant'Anselmo da Baggio, da quell'anno il comune di Milano ha autorizzato le sepolture per tutti i residenti dei quartieri Baggio, Olmi, Valsesia e Assiano.

## Descrizione
Con una superficie di 37 500 metri quadri, dei quali 6 000 adibiti a verde, ospita anche il sacrario dei caduti nella prima guerra mondiale dell'ex comune di Baggio. Ha il suo principale ingresso in via Romero, mentre l'ingresso storico, ancora oggi esistente ma chiuso, è in via Seguro. Ha una chiesetta per le celebrazioni religiose e una sezione per le persone non di fede cattolica. È provvisto di un parcheggio esterno non custodito, e non sono presenti telefoni pubblici.